# Naojuki Fudžita
Naojuki Fudžita (japonsko 藤田 直之), japonski nogometaš, * 22. junij 1987.
Za japonsko reprezentanco je odigral eno uradno tekmo.